# Maastrichter Platt
Das Maastrichter Platt (Eigenbezeichnung: Mestreechs, niederländisch Maastrichts) ist jener Dialekt des Limburgischen, der in der niederländischen Stadt Maastricht gesprochen wird. Er gilt als ein noch sehr lebendiger Dialekt, der sich allerdings durch einen verhältnismäßig großen Einfluss des Französischen von anderen limburgischen Dialekten unterscheidet.

## Verbreitung
Mit Maastrichtsch wird ausschließlich der Dialekt der Stadt Maastricht, nicht aber die Dialekte des Umlandes, bezeichnet. Die Gemeinde Maastricht gemeindete 1970 vier anliegende Gemeinden – Itteren, Borgharen, Amby und Heer – ein, in denen sich zwar viele Maastrichter angesiedelt haben, aber in denen andere Dialekte heimisch sind. Was im Folgenden für das Maastrichtsche gesagt wird, gilt also nicht automatisch für die Dialekte dieser vier Dörfer.

### Spezifische Eigenheiten des Maastrichtsch
Schließlich gibt es auch noch Merkmale, die nur in Maastricht und manchmal seiner direkten Umgebung vorkommen. Sie gelten oft bei Sprechern anderer Dialekte als "typisch Maastrichtsch".
- Das lange ae [εː], sehr häufig in anderen limburgischen Dialekten, wird immer zu ee [e:]. Das Wort gere "gerne" trifft man sogar nur in Maastricht an. Das lässt sich aus niederländischem Einfluss erklären.
- -Sj/-sch [ʃ] in Auslaut kommt nur in Fremdwörtern vor, während es in anderen Dialekten so häufig wie im Deutschen auftritt. Maastrichtsch vès "Fisch" steht vèsj und vösj aus der Umgebung gegenüber. Auch dies muss aus nördlichem Einfluss erklärt werden. Übrigens kennen auch viele nordlimburgische Dialekte das -sj im Auslaut nicht; in Süd-Limburg fällt Maastricht jedoch als Enklave auf.
- Die Kombination awt/awd wurde zu aajt [aːjt], z. B. aajd "alt", zaajt "Salz". Diese Kombination hat im limburgischen Sprachgebiet zahllose Varianten (neben aajd findet sich ald, aad, awd, oud und aod); diese Variante kommt aber nicht anderswo vor.
- Vokale werden oft besonders langgezogen. Dies fällt vor allem auf beim Soziolekt der autochthonen Unterklasse, tritt aber bei allen Sprechern in gewissem Maße auf. Vergleiche maan [maːn] "Mann" (anderswo man [mɑn]) keend [keː/nt] "Kind" (anderswo kind [kı/nt] kèndj [kɛɲtj]) und hoond [hoː/nt] "Hund" (anderswo hónd(j) [hont], [hoɲtj]).

### Unterschiede zu den anderen Dialekten
Innerhalb des Limburgischen gibt es große dialektale Unterschiede. Maastricht liegt in der Nähe einiger wichtiger Isoglossen (Sprachgrenzen), wodurch andere limburgische Dialekte, die nicht weit von Maastricht gesprochen werden, stark vom Maastrichtschen abweichen können.
Die folgenden Merkmale werden nicht durch alle Dialekte in der Nähe geteilt:
- Maastricht liegt genau westlich der Panninger Linie. Diese Isoglosse läuft quer durch Limburg und trennt das Gebiet, in dem man slecht sagt (nördlich und westlich), vom Gebiet, in dem schlecht gesagt wird. Sie ist also die Grenze zwischen dem schmalen und dem breiten Zischlaut ([s] bzw. [ʃ]). Seit der Nachkriegszeit läuft diese Isoglosse durch die Stadtbebauung von Maastricht: in den östlichen Stadtteilen Amby und Heer hört man schon sjlech [ʃlæç].
- Maastricht liegt östlich der ii/äi- und uu/öi-Linien. Man kennt hier noch ies [iː/s] "Eis" für ndl. ijs [ɛis] und hoes [huː/s] "Haus" für ndl. huis [høys]. Die diphthongierte Aussprache dringt in manchen Wörtern aber schon hervor, während das nördlich und östlich von Maastricht nicht der Fall ist. So kennt man hier bij [bɛi] ("bei" oder "Biene", je nach Ton) statt bie. Und während "Zeit" noch monophthongisch tied [tiː/t] ist, lautet der Plural dieses Wortes tije [tɛiə].
- Die mittelniederländischen Diphthonge ie und oe werden als ie [iː] und oe [uː] realisiert. Danach heißt "rot" roed [ʁuːt], im Gegensatz zum Meerssener rwad [ʁwɑt] und Valkenburger road [ʁoɑt].
- -Rs im Auslaut ist erhalten geblieben. Östlich von Maastricht wurde die Kombination -rs im Auslaut zu -(r)sj [ʁʃ].

### Übereinstimmungen
Jedoch hat der Dialekt überwiegend Merkmale, die er mit den meisten anderen limburgischen Dialekten teilt:
- Maastricht liegt nordwestlich der Benrather Linie, aber noch südöstlich der Uerdinger Linie. Das heißt, dass man hier iech maak statt des niederfränkischen ik maak oder dem ripuarischen ich mach(e) hört. Diese Kombination halten viele Sprachwissenschaftler für das wichtigste Kriterium dafür, ob ein Dialekt Limburgisch ist oder nicht.
- Im Maastrichtschen kann eine lange Silbe auf zwei Weisen betont werden: mit einem Schleifton (steigend und dann fallend) oder mit einem Stoßton (fallend). Da diese Töne gelegentlich bedeutungsunterscheidend sind, spricht man von einer Tonsprache. Südlich von Maastricht, um Eijsden und Riemst, gibt es eine "tonlose" Enklave, in der man zwar die zwei Töne kennt, aber sie nicht (mehr) Bedeutungsunterscheidend benutzt werden[2].
- Das Maastrichtsche kennt, anders als das Hochniederländische, den Umlaut in Diminutiven (Verkleinerungsformen), bei Mehrzahlformen männlicher Wörter und in der Konjugation starker Verben.
- Es werden, im Gegensatz zum Holländischen und deutlicher als im Brabantischen, noch drei grammatische Geschlechter unterschieden.
- Wörter, die ursprünglich im Singular einen kurzen Vokal hatten und im Plural einen langen, haben im Maastrichtschen sowohl im Singular als auch im Plural einen langen Vokal: daak - daker "Dach - Dächer" gegenüber niederländisch (ndl.) dak - daken.
- Das Wort Du ist erhalten geblieben, während es im Niederländischen durch jij, einen Kognat von ihr, ersetzt worden ist.
- Die urgermanischen Vokale ê und ô sind hier nicht zu ie [i(:)] und u [u(:)] geworden: limburgisch beer [beːʁ] gegenüber deutsch und ndl. bier ([biɑ] bzw. [biːr] oder [biːɹ]).
- Urgermanisches sk- in Anlaut wird, wie im Deutschen, zu [∫] und nicht zu [sx].
- Das T wird am Wortende elidiert (weggelassen) nach den Konsonanten b, ch, d, f, g, k, p und s. Nach m und ng wird es assimiliert zu -p bzw. -k.
- Das W wird bilabial (mit beiden Lippen), nicht labiodental, ausgesprochen.
- Das R ist ein uvularer Approximant [ʁ] nach französischem Modell, im Gegensatz zum im Niederländischen üblichen alveolaren Vibranten [r] oder alveolaren Approximanten [ɹ].

## Lautinventar
Das Maastrichtsche hat, wie die anderen limburgischen Dialekte, ein großes Lautinventar mit vor allem viel Vokalen die im Niederländischen unbekannt sind. Darum kennt die Rechtschreibung dieses Dialekts viele diakritische Zeichen, die im Niederländischen in der Regel nicht bzw. nur in Fremdwörtern vorkommen.

### Monophthonge
| Zeichen | IPA       | maastrichter Beispiel       | deutsches Beispiel | Bemerkung                      |
| ------- | --------- | --------------------------- | ------------------ | ------------------------------ |
| a       | [ɑ]       | kat ("Katze")               | --                 | wie im Ndl. ein hinterer Vokal |
| aa      | [aː]      | maan ("Mann")               | Hahn               | oft länger                     |
| ao      | [ɒː]      | maon ("Mond")               | --                 |                                |
| äö      | [œː]      | häöm ("ihm", "ihn")         | cœur (fr.)         | häufig als Umlaut von ao       |
| e       | [æ] ([ɛ]) | werk ("Arbeit")             | man (engl.)        | offener als dt. e              |
| e       | [ə]       | de (der/die)                | Fahne              | Schwa                          |
| è       | [ɛ]       | wèrke ("arbeiten")          | Herr               | etwas geschlossener            |
| ee      | [eː]      | wee ("wer")                 | See                | ohne Nachschlag                |
| eu      | [øː]      | leus ([du/er] "liest")      | böse               | ohne Nachschlag                |
| i       | [ɪ]       | hin ("Henne")               | Kinn               |                                |
| ie      | [i]       | diech ("du", "dir", "dich") | ich                | kurz!                          |
| ie      | [iː]      | zie ("Meer")                | sie                |                                |
| o       | [ɔ]       | lot ("Loß")                 | --                 | relativ geöffnet               |
| ó       | [o]       | lótsj ("Lutsch")            | toll               | relativ geschlossen, u-artig   |
| ö       | [œ]       | dörp ("Dorf")               | œuf (fr.)          | relativ geöffnet               |
| oe      | [uː]      | hoes ("Haus")               | Hure               |                                |
| oo      | [oː]      | hoond ("Hund")              | Mond               | ohne Nachschlag                |
| u       | [ʏ]       | un ("Zwiebel")              | --                 | etwa norddt. ü                 |
| uu      | [yː]      | vuur ("Feuer")              | Hühn               |                                |

### Diphthonge
Echte und falsche.
| Zeichen | IPA     | maastrichter Beispiel   | deutsches Beispiel | Bemerkung                                      |
| ------- | ------- | ----------------------- | ------------------ | ---------------------------------------------- |
| aaj     | [aːi]   | aajd ("alt")            | --                 | häufig im Maastrichtschen                      |
| aoj     | [ɒːi]   | slaoj ("Salat")         | --                 |                                                |
| äöj     | [œːi]   | dräöj ("Fäden")         | --                 | nicht sehr häufig                              |
| aj      | [ɑi]    | ajdste ("älteste(r)")   | fein               | nicht frequent                                 |
| au      | [ɑu]    | auto                    | Auto               | oft enger als im Dt.                           |
| aw      | [ɑw]    | klaw ("Klau")           | --                 | kons. W ist deutlich zu hören                  |
| ei, ij  | [ɛ(ː)ɪ] | ei ("Ei")               | --                 | manchmal [ɛː]                                  |
| ej      | [æj]    | hej ("hätte")           | --                 |                                                |
| ew      | [æw]    | klewke ("Kläuchen")     | --                 | selten                                         |
| iew     | [iːw]   | kiew ("Kieme")          | --                 | nicht sehr häufig                              |
| oj      | [ɔi]    | trojt ([er] "heiratet") | neu                |                                                |
| ooj     | [oːj]   | snooj ("schnitt")       | --                 |                                                |
| ou      | [ɔu]    | douf ("taub")           | --                 | relativ eng                                    |
| ui      | [øi]    | buimke ("Bäumchen")     | --                 | nicht sehr häufig, vor allem als Umlaut von ou |

### Konsonanten
| Zeichen | IPA      | maastrichter Beispiel | deutsches Beispiel | Bemerkung                                         |
| ------- | -------- | --------------------- | ------------------ | ------------------------------------------------- |
| b       | [b]      | broor                 | Bruder             |                                                   |
| ch      | [x], [ç] | ouch                  | auch               | wie dt. Ich-Laut, nie wie im Ndl.                 |
| d       | [d]      | daak                  | Dach               | am Wortende [t], wie im Dt.                       |
| f       | [f]      | fien                  | fein               |                                                   |
| g       | [ɣ], [ʝ] | good ("gut")          | --                 | etwa wie ch, aber stimmhaft am Anfang einer Silbe |
| gk      | [g]      | lègke                 | legen              | kommt nur im Inlaut vor                           |
| h       | [h]      | hei                   | hier               |                                                   |
| j       | [j]      | ja                    | ja                 |                                                   |
| k       | [k]      | klaor                 | klar               | nie aspiriert!                                    |
| l       | [l]      | leef                  | lieb               | dickes l, ähnlich wie im Ndl.                     |
| m       | [m]      | miew                  | Möwe               |                                                   |
| n       | [n]      | nui                   | neu                |                                                   |
| ng      | [ŋ]      | ing                   | eng                |                                                   |
| p       | [p]      | pries                 | Preis              | nie aspiriert!                                    |
| r       | [ʁ]      | roond                 | rund               | nie gerollt                                       |
| s       | [s]      | as                    | Achse              | immer stimmlos                                    |
| sj      | [ʃ]      | sjeep                 | Schiff             |                                                   |
| t       | [t]      | tied ("Zeit")         | trinken            | nie aspiriert!                                    |
| v       | [v]      | veer ("vier")         | Sklave             | stimmhaft                                         |
| w       | [w]      | wien ("Wein")         | --                 | bilabial                                          |
| z       | [z]      | zie ("Meer")          | See                | ein Laut, stimmhaft                               |

## Weblink
- Kengkee.nl - Webseite für die Maastrichter Sprache und Kultur (einsprachig Maastrichtsch)